# Maksim Anisimov
Pour les articles homonymes, voir Anissimov.
Maksim Anisimov (né le 5 avril 1983) est un sauteur à ski biélorusse.

## Palmarès

### Jeux olympiques
| Épreuve / Édition | Turin 2006 |
| Petit Tremplin    | 33e        |

### Championnats du monde
| Épreuve / Édition | Épreuve / Édition | Oberstdorf 2005 |
| Petit Tremplin    | Petit Tremplin    | 50e             |
| Par équipes       | PT                | 13e             |
| Par équipes       | GT                | 15e             |

### Championnats du monde de vol à ski
| Épreuve / Édition | Planica 2004 |
| Individuel        | 42e          |
| Par équipes       | 10e          |

### Coupe du monde
- Meilleur classement général : 74e en 2004.
- Meilleur résultat individuel : 28e.